# Salix boseensis
Salix boseensis är en videväxtart som beskrevs av N. Chao. Salix boseensis ingår i släktet viden, och familjen videväxter. Inga underarter finns listade i Catalogue of Life.